# R. S. Thomas
R. S. Thomas est un poète et prêtre anglican gallois né le 29 mars 1913 et mort le 25 septembre 2000.

## Biographie
Né au 5 Newfoundland Road, dans le quartier de Gabalfa à Cardiff, Ronald Thomas Stuart est le fils unique d'un marin de la marine marchande (en). Il grandit à Anglesey auprès de sa mère, qui joue un rôle important dans sa décision de devenir prêtre. Il étudie la littérature classique au collège universitaire du pays de Galles septentrional, à Bangor, avant de se préparer à une carrière religieuse au séminaire Saint-Michel (en) de Llandaff. Il est ordonné diacre en 1936, puis prêtre l'année suivante et se voit assigner la cure de Chirk, puis celle de Hanmer.

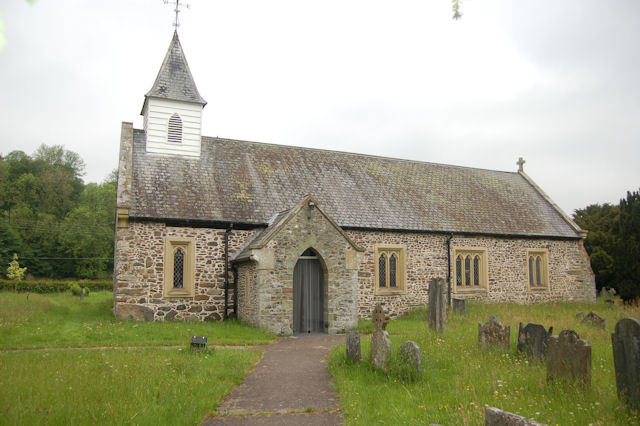
L'église de Manafon.

En 1942, R. S. Thomas quitte le nord-est du pays de Galles avec son épouse, la peintre Mildred Eldridge (en), pour devenir curé de l'église Saint-Michel (en) du petit village de Manafon, dans les collines du Montgomeryshire. C'est durant cette période qu'il publie ses premiers recueils de poésie en anglais et qu'il commence à se familiariser avec la langue galloise.
Sa carrière de poète décolle réellement en 1955 avec la publication par Rupert Hart-Davis (en) de son recueil Song at the Year's Turning, préfacé par John Betjeman, qui est récompensé par le prix Heinemann (en) décerné par la Royal Society of Literature. Il a quitté Manafon l'année précédente pour devenir vicaire d'Eglwys Fach (en), sur la côte de la baie de Cardigan. Tout en continuant à publier régulièrement des vers (il décroche notamment la Queen's Gold Medal for Poetry (en) en 1964), il accepte en 1967 sa dernière charge, celle de vicaire d'Aberdaron sur la péninsule de Llŷn, où il reste jusqu'en 1978.
Après avoir pris sa retraite ecclésiastique, R. S. Thomas s'installe dans une petite maison près de Plas yn Rhiw (en), dans le Merionethshire. Il y rédige notamment Neb, une autobiographie à la troisième personne en gallois (1985). Après la mort de son épouse en 1991, il se remarie en 1996 avec Elisabeth Agnes Vernon. Il meurt le 25 septembre 2000 à Pentrefelin (cy) près de Criccieth à l'âge de 87 ans. Ses cendres sont enterrées à l'église Saint-Jean de Porthmadog.

## Opinions
Bien qu'il se fasse connaître par ses vers en anglais, R. S. Thomas est un ardent nationaliste gallois. Il exprime notamment son soutien aux incendies volontaires de résidences secondaires anglaises au pays de Galles commises par le groupuscule nationaliste Meibion Glyndŵr (en). Il est également pacifiste et milite au sein de la Campagne pour le désarmement nucléaire.

## Publications
- 1946 : The Stones of the Field
- 1952 : An Acre of Land
- 1953 : The Minister
- 1955 : Song at the Year's Turning
- 1958 : Poetry for Supper
- 1960 : Judgement Day
- 1961 : Tares
- 1963 : The Bread of Truth
- 1964 : Words and the Poet (conférence)
- 1966 : Pietà
- 1968 : The Mountains (illustré par John Piper (en))
- 1968 : Postcard: Song
- 1968 : Not That He Brought Flowers
- 1972 : H'm
- 1972 : Y llwybrau gynt (autobiographie en gallois)
- 1973 : Selected Poems, 1946–1968
- 1974 : What is a Welshman?
- 1975 : Laboratories of the Spirit
- 1976 : Abercuawg (conférence)
- 1977 : The Way of It
- 1978 : Frequencies
- 1981 : Between Here and Now
- 1983 : Later Poems, 1972–1982
- 1983 : A Selection of Poetry
- 1983 :  Poets' Meeting
- 1985 : Ingrowing Thoughts
- 1985 : Neb (autobiographie en gallois)
- 1985 : Destinations
- 1985 : Poems of R. S. Thomas
- 1986 : Experimenting with an Amen
- 1987 : Welsh Airs
- 1988 : The Echoes Return Slow
- 1990 : Counterpoint
- 1990 : Blwyddyn yn Llŷn (en gallois)
- 1990 : Pe Medrwn Yr Iaith : ac ysgrifau eraill (essais en gallois)
- 1992 : Cymru or Wales?
- 1992 : Mass for Hard Times
- 1993 : Collected Poems, 1945–1990
- 1995 : No Truce with the Furies
- 1997 : Autobiographies (traduit du gallois)
- 2002 : Residues (posthume)
- 2004 : Collected Later Poems 1988–2000 (posthume)
- 2013 : Uncollected Poems (posthume)
- 2016 : Too Brave to Dream: Encounters with Modern Art (posthume)